# Hibiscus meraukensis
Hibiscus meraukensis är en malvaväxtart som beskrevs av Bénédict Pierre Georges Hochreutiner. Hibiscus meraukensis ingår i Hibiskussläktet som ingår i familjen malvaväxter. Inga underarter finns listade i Catalogue of Life.